# Metellus Scipio

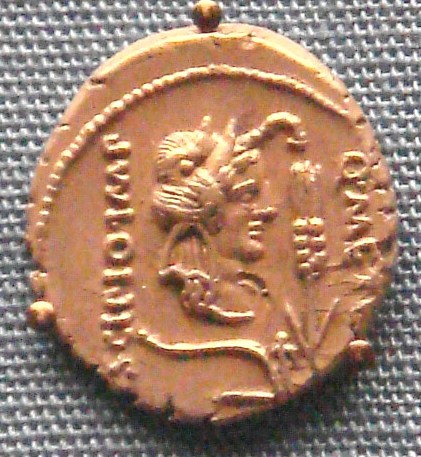
Denarius präglad av Metellus Scipio med en personifikation av Afrika och texten Q METELL / SCIPIO IMP.

Quintus Caecilius Metellus Pius Scipio, född 100 f.Kr. eller 98 f.Kr. i Rom, död 46 f.Kr. i Hippo Regius (självmord), var senator och fältherre under slutet av den romerska republiken samt en av Julius Caesars största motståndare. Han var adoptivson till Quintus Caecilius Metellus Pius, en av de ledande optimata politikerna.
Innan adoptionen var hans namn Publius Cornelius Scipio Nascia, och han härstammade från Scipionerna genom sin farfar och Metellerna genom sin farmor.
Hans adoptivfar var en av den konservative generalen Lucius Cornelius Sullas närmaste män, och satt som pontifex maximus 81 f.Kr.-63 f.Kr.. Efter faderns död valdes Gajus Julius Caesar till ny pontifex i kontrast med ett flertal av faderns anhängare, som bland annat ansåg Caesar som för ung och obemärkt. I senaten blev Metellus en av de mest framträdande Caesarmotståndarna och stödde Pompejus sedan Caesar lämnat Rom för att tjäna som ståthållare i Gallien. År f.Kr. satt han som konsul tillsammans med Pompejus och föranmälde samma år sin dotter med denne och flydde tillsammans med de ledande optimatpolitikerna till Grekland. I slaget vid Farsalos anförde Metellus senatsstyrkornas centerflygel och blev efter nederlaget en av de främsta förespråkarna för fortsatt motstånd och begav sig tillsammans med Marcus Porcius Cato till provinsen Africa i nuvarande Tunisien där de satte upp en armé. Optimaterna erhöll stöd av Numidiens kung Juba, som ingett sig i strid med den Caesarvänlige kungen av grannlandet Mauretanien. Sedan Caesar landstigit i Afrika utbröt regelrätta strider mellan parterna på nytt. Caesar besegrades vid Ruspina av sitt tidigare underbefäl, Titus Labienus, men sedan Metellus personligen tagit befälet och gått till anfall utanför Thapsus led optimaterna ett avgörande nederlag. Han begick självmord dagarna efter nederlaget, av skräck för att falla i Caesars händer. Cato tillfångatogs men begick självmord kort därpå.
Han beskrivs negativt i källorna som en medelmåtta militärt, och personligen hårdsint och sniken, men samtidigt luxuös och sexuellt lössläppt.